# Husein Mujić
Háfiz Husein-efendija Mujić (1918 Gornja Orahovica, Gračanica, Bosna a Hercegovina – 27. prosince 1993 Tuzla, Republika Bosna a Hercegovina) byl bosenskohercegovský a jugoslávský duchovní a vrcholný představitel, reisu-l-ulema, zdejšího islámského společenství.

## Životopis
Základní školu navštěvoval v rodné obci, poté se vzdělával v okresních medresách v Gračanici a v Tuzle (ty nesly tradiční názvy Osman-kapetanova a Behram-begova medresa). V Tuzle roku 1937 vykonal zkoušku před místním učitelem Ahmed-ef. Redžebasićem z recitace Kurʼánu a obdržel titul háfiz. V dalším vzdělávání pokračoval až v pozdním věku, načež roku 1980 ukončil studium arabského jazyka a literatury na Filologické fakultě Univerzity v Bělehradě.
Po dokončení středoškolského studia získal místo imáma a učitele náboženství ve Zvorniku, kde pobýval v letech 1938–1941. Čas války prožil jako imám v obci Zelinja Srednja u Gradačce. Po skončení konfliktu získal místo imáma a tajemníka Vakufského pověřenectva Islámského společenství v Bosně a Hercegovině v Gračanici. Od roku 1960 pobýval v Tuzle, kde působil coby hlavní imám (od 1980 s titulem muftí) tuzlanské oblasti. Od 31. října 1987 do konce roku 1989 zastával úřad reisu-l-ulemy Islámského náboženského společenství v SFRJ, jehož úřad sídlil v Sarajevu. Inaugurace na Mujićovo výslovné přání proběhla v bělehradské mešitě Bajrakli, což bylo značně neobvkylé. Z funkce odešel v důsledku sporů s mladšími duchovními, kteří zastávali kritičtější pohled na dosud podřízený vztah vůči státu.
Husein Mujić v průběhu svého života zastával četné funkce v rámci islámského společenství v Bosně Hercegovině i Jugoslávie. Mimo jiné zasedal ve Shromáždění a Radě starších Islámského společenství v Bosně a Hercegovině a Nejvyšším shromáždění a Radě starších Islámského společenství v Jugoslávii. Roku 1950 se spolupodílel na vzniku sdružení bosenskohercegovských duchovních Udruženje ilmije, aby v letech 1963–1966 stanul v jeho čele. K tomu mezi lety 1972 a 1975 působil jako šéfredaktorem časopisu Preporod (Obrození), které toto sdružení vydávalo.
Za svou účast v národně osvobozeneckém boji za druhé světové války a společenskou angažovanost byl vyznamenán Řádem bratrství a jednoty, Řádem za zásluhy o lid a Řádem republiky se stříbrným věncem.
Husein Mujić zemřel 27. prosince 1993 v Tuzle. Hned následujícího dne se konala zádušní mše před Atik Behram-begovou mešitou a uložení tělesných ostatků na tuzlanském hřbitově Kalebići.